# AR Freixieiro
Maillots
Le AR Freixieiro est un club de football en salle fondé en 1935 à Matosinhos.

## Palmarès
- Championnat du Portugal
  - Vainqueur : 2002
- Coupe du Portugal
  - Finaliste : 2000, 2003
- Supercoupe du Portugal
  - Vainqueur : 2003
  - Finaliste : 2004
- Coupe des clubs champions européens
  - Finaliste : 1991
- Coupe d'Europe des vainqueurs de coupe
  - Finaliste : 2003